# Östgötamusiken
Östgötamusiken, Östergötlands regionala musikresurs, har 18 fast anställda musiker som delar sin tid mellan orkestern Östgöta Blåsarsymfoniker och de tre mindre ensemblerna Östgöta Brasskvintett, Crusellkvintetten och Östgötabandet – vilka varje år ger hundratals konserter runt om i hela länet. Östgöta Blåsarsymfonikers hemmascen är Crusellhallen i Konsert & Kongress Linköping. Östgöta Blåsarsymfoniker har bland annat en konsertserie "Crusellserien", kammarmusikserien "Konstpaus", och konsertserien för barn "Musik på Winden".
Chefsdirigent

## Ensembler
Östgöta Blåsarsymfoniker
- Samtliga musiker

Crusellkvintetten
- Nina Sognell – flöjt
- Leo Söderlundh – oboe
- Adrien Philipp – klarinett
- Andreas From - fagott
- Vakant – valthorn

Östgöta Brasskvintett
- Jan-Åke Hermansson – trumpet
- Mikael Wittwång – trumpet
- Erik Rapp – valthorn
- Therese Hammarberg – trombon
- Magnus Matthiessen – tuba

Östgötabandet

Östgöta Blåsarsymfoniker 2017.

- Hans Åkesson – saxofon/klarinett/flöjt
- Lars Sehlstedt – saxofon/klarinett/flöjt
- Pelle Anelid – trumpet
- Lars Hedlund – trombon
- Niklas Hakegård – piano
- Mats Bergström – bas
- Olle Bohm – trummor

## Diskografi
- 2007 - Bernhard Henrik Crusell, Sterling CDS-1080-2. Östgöta Blåsarsymfoniker, dirigent Olof Bohman
- 2005 - A Joker's Tales, BIS-CD-1425 Östgöta Blåsarsymfoniker, Dan Laurin blockflöjt, dirigent Petter Sundkvist
- 2002 - Concerto for Cello & Winds, BIS:CD-1136. Thoreif Thedéen, cello, dirigent Hermann Bäumer
- 1996 - HEKAS!, Martin Fröst, klarinett, Christian Lindberg, trombon, dirigent Arie van Beek
- 1994 - Svensk Musik 2, Roland Pöntinen, piano, Ernst-Hugo Järegård, recitation, dirigent Sonny Jansson
- 1992 - Svensk musik för blåsare, Rollin Phones, dirigent Per Engström
- 1986 - Gränslös musik, Ingemar Wåhlin trumpet, Gun-Britt Gustavsson, sång, dirigent Mats Janhagen
- 1983 - Östgöta Blåsare, Christer Ekstedt, kornett, dirigent Torgny Hanson